# Cecilie af Sverige (1807-1844)
Cecilie af Sverige (svensk: Cecilia) (22. juni 1807) – 27. januar 1844) var en svensk prinsesse og komponist, der var storhertuginde af Oldenborg fra 1831 til 1844.
Cecilie var datter af Gustav 4. Adolf af Sverige og Frederikke af Baden. Hun blev gift med storhertug August 1. af Oldenborg i 1831 i hans tredje ægteskab. De fik tre børn.